# Червона книга Росії
Червона книга Російської Федерації (ЧКРФ) — основний державний документ, створений з метою виявлення та обліку рідкісних і таких, що перебувають під загрозою зникнення, диких тварин, дикорослих рослин і грибів, а також деяких підвидів і локальних популяцій. Правову основу формування та ведення ЧКРФ і Червоних книг суб'єктів Російської Федерації становлять Закон Російської Федерації «Про охорону навколишнього природного середовища» від 19 грудня 1991 року та Федеральний закон «Про тваринний світ» від 5 травня 1995 року. Ведення та видання Червоної книги Російської Федерації виконує зобов'язання Росії, прийняті в 1992 році в Ріо-де-Жанейро Конвенції про біологічне різноманіття.
На відміну від більшості червоних книг як світового, так і національного рівнів, внесення виду до Червоної книги Росії автоматично тягне за собою виникнення законодавчого захисту, свого роду «презумпцію заборони видобування», незалежно від категорії статусу виду. Органом, відповідальним за ведення та видання Червоної книги Росії, є Держкомекологія РФ, наукове забезпечення покладено на Всеросійський науково-дослідний інститут охорони природи.

### Історія
Вперше Червона книга СРСР побачила світ у серпні 1978 року, а її випуск був приурочений до відкриття XIV Генеральної асамблеї Міжнародного союзу охорони природи, яка проходила в СРСР, в Ашхабаді. Червона книга СРСР була розділена на дві частини. Перший том був присвячений тваринам, другий — рослинам. Друге видання Червоної книги СРСР було здійснене в 1984 році. Воно було значно обсяжнішим, до першого тому увійшли нові великі групи живих організмів: з хребетних додався клас риб, вперше були включені безхребетні тварини. Червона книга рослин склала другий том.
Рішення про створення Червоної книги РРФСР було прийнято в 1982 році, а опублікована вона була в 1983 році. До неї було занесено 65 видів ссавців, 107 видів птахів, 11 видів плазунів, 4 види земноводних, 9 видів риб, 15 видів молюсків і 34 види комах.

### Підготовка видання
Після розпаду Радянського Союзу та реформи всієї системи державного управління в галузі охорони навколишнього середовища постало питання про підготовку видання Червоної книги Російської Федерації на новій політичній та адміністративній основі. За наукову основу Червоної книги Росії було взято Червону книгу РРФСР, хоча йшлося про принципово нове видання. Роботу зі створення Червоної книги Росії було покладено на новостворене Міністерство природних ресурсів і екології РФ. У 1992 році при міністерстві було створено Комісію з рідкісних і таких, що перебувають під загрозою зникнення, видів тварин і рослин, до роботи якої залучили провідних фахівців у галузі охорони рідкісних видів з різних установ Москви та інших міст.
Незважаючи на те, що в 1992–1995 роках назва, структура та кадровий склад міністерства неодноразово змінювалися, Комісія з рідкісних видів провела значну роботу. Були розроблені стандартні правила складання нарисів (аркушів) за видами (підвидами, популяціями), регламентовано ілюстративні матеріали, а також переглянуті та доповнені списки видів, рекомендованих для внесення до Червоної книги Росії. Всього за першим варіантом було рекомендовано 407 видів (підвидів, популяцій) тварин, з них — 155 видів безхребетних (включаючи комах), 43 види круглоротих і риб, 8 видів земноводних, 20 видів плазунів, 118 видів птахів і 63 види ссавців. 9 таксонів були віднесені до категорії зниклих, і 42 таксони запропоновано для виключення порівняно зі списком Червоної книги РРФСР. Крім того, було створено перелік таксонів, які потребують особливого контролю в природі. Зібрано та відредаговано нариси (аркуші) за окремими таксонами. Загалом підготовка рукопису вже до 1995 року була практично завершена.
22 березня 1995 року Державна Дума Федеральних Зборів Російської Федерації прийняла Федеральний закон «Про тваринний світ», де знову регламентовано важливість створення Червоної книги Росії. Як реалізація цього положення послідувало постанову Уряду РФ від 19 лютого 1996 р. № 158. У цьому документі, зокрема, декларується, що Червона книга Російської Федерації є офіційним документом, що містить зведення відомостей про рідкісні та такі, що перебувають під загрозою зникнення, види тварин і рослин, а також необхідні заходи щодо їх охорони та відновлення. Іншими словами, він представляє собою державний кадастр таких видів і наукову базу для створення стратегій їх збереження та відновлення на території Російської Федерації.

### Перелік
У 1997 році Держкомекологія РФ затвердила новий Перелік об'єктів тваринного світу, занесених до Червоної книги Росії. До нього увійшли нові типи та класи тварин: кільчасті черви (13 видів), мохоподібні (1 вид), плечоногі (1 вид), круглороті (4 види). Число видів рідкісних ссавців збільшилося на 7, птахів — на 14, плазунів — на 10, земноводних — на 4, список рідкісних риб і рибоподібних став більшим у 4 рази, а безхребетних тварин — у 3 рази.
В результаті ретельного опрацювання новітніх даних з Переліку 1983 року було виключено 38 таксонів. Зокрема:
- за відсутності загрози зникнення, перегляду природоохоронного статусу або ролі території Росії у збереженні генофонду — 31 вид;
- як такі, що відновилися — 3 види (європейський бабак, білощокий казарка, білий гусак);
- як такі, що вимерли в межах територій, контрольованих країною — 1 вид (тюлень-монах);
- у зв'язку з удосконаленням таксономії — 3 види.

До Переліку було внесено 212 нових видів. З них:
- з методологічних причин — всі 109 видів безхребетних і 47 видів хребетних тварин;
- у зв'язку з отриманням нових даних про погіршення стану природних популяцій — 30 видів хребетних тварин;
- у зв'язку з уточненням природоохоронного статусу — 23 види;
- у зв'язку з уточненням таксономії — 4 види.

Червона книга Російської Федерації побачила світ у 2001 році. Вона становить 860 сторінок тексту, ілюстрована кольоровими зображеннями всіх занесених до неї тварин і картами їх ареалів. Всього до Червоної книги Російської Федерації занесено 8 таксонів земноводних, 21 таксон плазунів, 128 таксонів птахів і 74 таксони ссавців, разом із безхребетними тваринами — 434 таксони.

### Перевидання 2017 року. Том «Тварини»
У 2017 році мала завершитися робота над новим виданням Червоної книги Росії з тваринного світу. У лютому комісія при Мінприроди з рідкісних видів тварин, рослин і грибів склала остаточний список для нового видання. Однак 31 серпня 2017 року Міністерство природи випустило наказ, яким суттєво змінило структуру комісії. Процедура узгодження книги змінилася, з процесу фактично були виключені вчені-зоологи, які могли відстояти свою позицію щодо рідкісних тварин. В результаті зі списку рідкісних тварин зникли багато видів рідкісних ссавців і риб — 19 видів. Також нова комісія вирішила не включати 23 види тварин, які були включені рішенням, прийнятим у лютому, серед них — сірий гусак, три підвиди гуменника, сибірський гірський козел, благородний олень, дикий північний олень. Крім того, вона поставила під сумнів необхідність включення до Червоної книги гімалайського ведмедя, сайгака та якутського сніжного барана. Вчені та екологічні активісти впевнені, що це було зроблено під тиском «мисливського лобі».
27 грудня 2017 року Міністерство природи РФ повідомило, що затверджено нову редакцію Червоної книги Росії. До неї було внесено російську вихухоль, кавказького очеретяного кота, червоного вовка, амурського тигра, сніжного барса, далекосхідного та передньоазійського леопарда, коня Пржевальського, балтійську популяцію сірого тюленя, дзерена, алтає-саянську популяцію північного оленя, сахалінську кабаргу, сайгака, зубра, японського гладкого кита, амурського горала та інших. До нової редакції не включили морську свиню, перев'язку, уссурійського плямистого оленя, китайського окуня, сома Солдатова, анадирського малого веретенника, східносибірського веретенника, великого веретенника, касатку, американську казарку, атлантичний підвид сірого тюленя. Також Мінприроди створило «спірний» список, куди включило гімалайського ведмедя, підвиди північного оленя, сірого гусака, кілька видів гуменника, сіру качку, кавказьку серну, кавказького благородного оленя, сибірського гірського козла, хижу косатку, клоктуна та звичайну горлицю.
Однак Мін'юст не став реєструвати наказ Мінприроди про внесення змін до Червоної книги, і 17 січня 2018 року депутати Держдуми направили записк генеральному прокурору Юрію Чайці, вимагаючи перевірити законність виключення з Червоної книги рідкісних видів.
У жовтні 2019 року Мінприроди скоригувало склад комісії з рідкісних і таких, що перебувають під загрозою зникнення, тварин, рослин і грибів; з 44 її членів залишилося лише 20 вчених. Іншими членами стали співробітники Мінприроди та підвідомчих установ, а також регіональних мисливських департаментів. Вчені та екологи продовжують побоюватися, що спірні види, включення яких до Червоної книги вони домагаються, до неї не увійдуть.
У квітні 2020 року Червону книгу Російської Федерації оновлено. Зокрема, до неї додатково включено 14 видів ссавців і 29 видів птахів.

### Перевидання 2023 року. Том «Рослини»
Оновлений перелік об'єктів рослинного світу затверджено наказом № 320 Мінприроди Росії від 23.05.2023, він набрав чинності 1 серпня 2023 року. Список охоронюваних видів включає 741 об'єкт, зокрема 516 судинних рослин, 73 — мохоподібних, 35 — водоростей, 75 — лишайників, 42 — грибів. Робота над друкованим виданням запланована на 2023—2024 роки.

### Категорії статусу

#### Категорії статусу рідкості
Категорії статусу рідкості видів (підвидів, популяцій), занесених до Червоної книги Російської Федерації, визначаються за такою шкалою (літерні підкатегорії для рослин і грибів):
- 0 — Ймовірно зниклі. Таксони, відомі раніше на території (або акваторії) Росії, знаходження яких у природі не підтверджено останні 50 років (для безхребетних — останні 100 років), але можливість їх збереження не можна виключити.
- 1 — Такі, що перебувають під загрозою зникнення. Таксони, чисельність особин яких зменшилася до критичного рівня або число їх місцезнаходжень настільки скоротилося, що в найближчий час вони можуть зникнути.
- 2 — Такі, що скорочуються в чисельності та/або поширенні. Таксони з невпинно скорочуваною чисельністю, які при подальшому впливі факторів, що знижують чисельність, можуть у короткі терміни потрапити до категорії таких, що перебувають під загрозою зникнення:

```
 * а) таксони, чисельність яких скорочується внаслідок зміни умов існування або руйнування місць проживання;
 * б) таксони, чисельність яких скорочується внаслідок надмірного використання їх людиною і може бути стабілізована спеціальними заходами охорони (лікарські, харчові, декоративні та інші рослини).
```

- 3 — Рідкісні. Таксони з природною невисокою чисельністю, що зустрічаються на обмеженій території (або акваторії) або спорадично поширені на значних територіях (або акваторіях), для виживання яких необхідне вжиття спеціальних заходів охорони:

```
 * а) 
вузькоареальні ендеміки
;
 * б) такі, що мають значний ареал, у межах якого зустрічаються спорадично і з невеликою чисельністю популяцій;
 * в) такі, що мають вузьку екологічну приуроченість, пов'язані зі специфічними умовами зростання (виходами вапняків або інших порід, засоленими ґрунтами, літоральними місцезростаннями тощо);
 * г) такі, що мають значний загальний ареал, але перебувають у межах Росії на межі поширення;
 * д) такі, що мають обмежений ареал, частина якого знаходиться на території (або акваторії) 
Росії
.
```

- 4 — Невизначені за статусом. Таксони, які, ймовірно, належать до однієї з попередніх категорій, але достатніх відомостей про їхній стан у природі наразі немає, або вони не повністю відповідають критеріям інших категорій, але потребують спеціальних заходів охорони.
- 5 — Відновлювані та такі, що відновлюються. Таксони, чисельність і область поширення яких під впливом природних причин або внаслідок прийнятих заходів охорони почали відновлюватися і наближаються до стану, коли не потребуватимуть спеціальних заходів зі збереження та відновлення.

#### Категорії статусу загрози зникнення
Категорії статусу загрози зникнення видів (підвидів, популяцій), занесених до Червоної книги Російської Федерації та характеризують їхній стан у природному середовищі існування, визначаються за такою шкалою:
- ІП — Зниклі у дикій природі (EW — Extinct in the Wild);
- ІР — Зниклі в Російській Федерації (RE — Regionally Extinct);
- КР — Перебувають під критичною загрозою зникнення (CR — Critically Endangered);
- І — Зникаючі (EN — Endangered);
- У — Вразливі (VU — Vulnerable);
- БУ — Перебувають у стані, близькому до загрозливого (NT — Near Threatened);
- НО — Викликають найменші побоювання (LC — Least Concern);
- НД — Недостатньо даних (DD — Data Deficient).

#### Категорії природоохоронного статусу
Категорії ступеня та першочерговості вживаних і планованих до вжиття природоохоронних заходів (природоохоронний статус) видів (підвидів, популяцій), занесених до Червоної книги Російської Федерації, визначаються за такою шкалою:
- I пріоритет — Потрібне негайне вжиття комплексних заходів, включаючи розробку та реалізацію стратегії зі збереження та/або програми з відновлення (реінтродукції);
- II пріоритет — Необхідна реалізація одного або кількох спеціальних заходів зі збереження;
- III пріоритет — Достатньо загальних заходів, передбачених нормативними правовими актами Російської Федерації у галузі охорони навколишнього середовища, організації, охорони та використання особливо охоронюваних природних територій та охорони та використання тваринного світу та середовища його існування.

### Регіональні Червоні книги в Росії
З другої половини 1980-х років у СРСР почалося складання регіональних книг про рідкісні види тварин і рослин у масштабах республік, країв, областей, автономних округів. Це було викликано необхідністю негайної охорони низки видів і форм тварин і рослин, можливо, не рідкісних у країні, але рідкісних у окремих регіонах, а також стрімко зростаючою в ці роки самостійністю місцевих влад і бажанням самостійно вирішувати свої природоохоронні проблеми. Таким регіональним книгам про рідкісних тварин було доцільно надати статус регіональних Червоних книг. Це зміцнило їхній правовий статус і посилило практичний вплив на суспільство. Особливе значення це мало для національних автономій.
По суті, нерегіональної Червоної книги на Землі одна: це Червона книга МСОП — єдина, яка дає інформацію про рідкісні види в межах всього ареалу. Лише в цьому випадку йдеться про планетарне збереження рідкісних видів. Всі інші національні Червоні книги регіональні, лише територіальні масштаби їх різні. Наприклад, у Червоній книзі СРСР (зараз це Росія, країни СНД та Балтії) з 80 видів птахів менше 20 внесено до Червоної книги МСОП, а решта є, таким чином, регіонально рідкісними.
Національні Червоні книги, за рідкісним винятком, дають інформацію лише про частини ареалів видів і підвидів тварин і рослин. Лише у випадках з вузькоареальними видами можна говорити про збереження світового генофонду в масштабах тієї чи іншої національної або навіть регіональної Червоної книги. Для тварин це досить рідкісне явище (наприклад, російська вихухоль або ендеміки озера Байкал).
Як правило, чим регіон більший, тим він значущий для справи охорони живої природи. Виняток становлять деякі порівняно невеликі території, що володіють винятковим біологічним різноманіттям, розмаїттям ендемічних видів або видів, рідкісних і таких, що зникають, у світовому масштабі. Такі, наприклад, Кавказ, Алтай, південь Далекого Сходу, деякі райони Середньої Азії.
У 1990-х—2000-х роках з'явився цілий ряд нових регіональних Червоних книг різного адміністративного рівня.
У суб'єктах Російської Федерації вийшли такі видання:
- Алтайський край. 1998, 2006, 2016 рр. (Див. Червона книга Алтайського краю)
- Амурська область. 2009, 2019 р. (Див. Червона книга Амурської області)
- Архангельська область. 1995, 2008, 2020 рр. (Див. Червона книга Архангельської області)
- Башкирська АРСР та Республіка Башкортостан. 1984, 1987, 2001, 2014 рр. (Див. Червона книга Республіки Башкортостан)
- Білгородська область. 2004, 2019 р. (Див. Червона книга Білгородської області)
- Бурятська АРСР та Республіка Бурятія 1988, 2002—2005, 2013 рр (Див. Червона книга Республіки Бурятія)
- Владимирська область. 2008, 2018 р. (Див. Червона книга Владимирської області)
- Волгоградська область. 2004, 2006, 2017 рр. (Див. Червона книга Волгоградської області)
- Вологодська область. 2005, 2017 р. (Див. Червона книга Вологодської області)
- Воронезька область. 2011, 2018 р. (Див. Червона книга Воронезької області)
- Єврейська АО. 2004, 2006, 2014—2019 рр. (Див. Червона книга Єврейської автономної області)
- Забайкальський край. 2000, 2012, 2017 рр. (Див. Червона книга Забайкальського краю)
- Іркутська область. 2001, 2010 рр. (Див. Червона книга Іркутської області)
- Калінінградська область. 2010 р. (Див. Червона книга Калінінградської області)
- Кабардино-Балкарія. 2000, 2018 р. (Див. Червона книга Кабардино-Балкарської Республіки)
- Калузька область. 2006, 2015—2017 р. (Див. Червона книга Калузької області)
- Камчатський край. 2007, 2018 р. (Див. Червона книга Камчатки)
- Карачаєво-Черкесія. 1988, 2013 р (Див. Червона книга Карачаєво-Черкеської Республіки)
- Карелія. 1985, 1995, 2008, 2020 рр. (Червона книга Республіки Карелія)
- Кемеровська область. 2004, 2012, 2021 рр. (Див. Червона книга Кемеровської області)
- Кіровська область, 2001, 2014 рр. (Див. Червона книга Кіровської області)
- Костромська область. 2009, 2019 р. (Див. Червона книга Костромської області)
- Краснодарський край. 1994, 2007, 2017 рр. (Див. Червона книга Краснодарського краю)
- Красноярський край. 1995, 2011 рр. (Див. Червона книга Красноярського краю)
- Курганська область. 2002, 2012 рр. (Див. Червона книга Курганської області)
- Курська область. 2001, 2017 рр. (Див. Червона книга Курської області)
- Ленінградська область. 2004, 2018 рр. (Див. Червона книга природи Ленінградської області)
- Липецька область. 1997, 2005, 2014 р. (Див. Червона книга Липецької області)
- Москва. 2001 р., 2011 р (Див. Червона книга Москви)
- Московська область. 1998 р., 2008, 2018 рр. (Див. Червона книга Московської області)
- Мурманська область. 2003, 2014 р. (Див. Червона книга Мурманської області)
- Ненецький автономний округ. 2006, 2020 р. (Червона книга Ненецького автономного округу)
- Нижньогородська область. 2005, 2014, 2017 р. (Див. Червона книга Нижньогородської області)
- Новгородська область. 2015 р. (Див. Червона книга Новгородської області)
- Новосибірська область. 2008, 2018 р. (Див. Червона книга Новосибірської області)
- Омська область. 1982, 2005, 2015 р. (Див. Червона книга Омської області)
- Оренбурзька область. 1998, 2019 р. (Див. Червона книга Оренбурзької області)
- Орловська область. 2007 р. (Див. Червона книга Орловської області)
- Пензенська область. 2002, 2013 р. (Див. Червона книга Пензенської області)
- Пермський край. 2008, 2018 р. (Див. Червона книга Пермського краю)
- Приморський край. 2005, 2008 рр. (Див. Червона книга Приморського краю)
- Псковська область. 2014 р. (див. Червона книга Псковської області)
- Республіка Алтай. 1996, 2007, 2017 рр. (Див. Червона книга Республіки Алтай)
- Республіка Дагестан. 1998, 2009 рр. (Див. Червона книга Республіки Дагестан)
- Республіка Карелія. 1985, 1995, 2007 рр. (Див. Червона книга Республіки Карелія)
- Республіка Комі. 1996, 2009, 2019 рр. (Див. Червона книга Республіки Комі)
- Республіка Марій Ел. 1997, 2002, 2013 рр. (Див. Червона книга Республіки Марій Ел)
- Республіка Мордовія. 2003—2005, 2017 р. (Див. Червона книга Республіки Мордовія)
- Республіка Саха. 2000, 2003, 2017 р. (Див. Червона книга Республіки Саха (Якутії))
- Республіка Татарстан. 1995, 2016 р. (Див. Червона книга Республіки Татарстан)
- Республіка Тива. 1999, 2002, 2019 (Див. Червона книга Республіки Тива)
- Республіка Хакасія. 2002, 2012—2014 р. (Див. Червона книга Республіки Хакасія)
- Ростовська область. 2003, 2014 р. (Див. Червона книга Ростовської області)
- Рязанська область. 2001, 2002, 2011 рр. (Див. Червона книга Рязанської області)
- Самарська область. 2007, 2009, 2017, 2018 рр. (Див. Червона книга Самарської області)
- Санкт-Петербург. 2004, 2018 рр (Див. Червона книга природи Санкт-Петербурга)
- Сахалінська область. 2000, 2015, 2016 рр. (Див. Червона книга Сахалінської області)
- Саратовська область. 1996, 2006, 2021 рр. (Див. Червона книга Саратовської області)
- Свердловська область. 2008, 2018 рр. (Див. Червона книга Свердловської області)
- Смоленська область. 1997 р. (Див. Червона книга Смоленської області)
- Ставропольський край. 2002, 2013 рр. (Див. Червона книга Ставропольського краю)
- Тамбовська область. 2000—2002, 2012, 2019 рр. (Див. Червона книга Тамбовської області)
- Тверська область. 2002, 2016 рр. (Див. Червона книга Тверської області)
- Томська область. 2002, 2013 рр. (Див. Червона книга Томської області)
- Тульська область. 2011, 2020 рр. (Див. Червона книга Тульської області)
- Тюменська область. 2004, 2013, 2020 рр. (Див. Червона книга Тюменської області)
- Удмуртська республіка. 2001, 2012 рр. (Див. Червона книга Удмуртської Республіки)
- Ульяновська область. 2004—2005, 2008—2015 рр. (Див. Червона книга Ульяновської області)
- Хабаровський край. 1997, 1999, 2008, 2019 рр. (Див. Червона книга Хабаровського краю)
- Ханти-Мансійський автономний округ. 2003, 2013 рр. (Див. Червона книга Ханти-Мансійського автономного округу — Югри)
- Челябінська область. 2005, 2017 рр. (Див. Червона книга Челябінської області)
- Чуваська Республіка. 2001, 2011, 2023 рр. (Див. Червона книга Чуваської Республіки)
- Чукотський автономний округ. 2008 р. (Див. Червона книга Чукотського автономного округу)
- Якутська АРСР. 1987, 2017—2019 р. (Див. Червона книга Республіки Саха (Якутії))
- Ямало-Ненецький АО. 1997, 2010 рр. (Див. Червона книга Ямало-Ненецького автономного округу)
- Ярославська область. 2004, 2015 рр. (Див. Червона книга Ярославської області)